# جيمس سميث (سياسي كندي)
جيمس سميث هو قاضي وسياسي كندي، ولد في 16 أكتوبر 1811، وتوفي في 15 أغسطس 1874.